# Theodor Alt

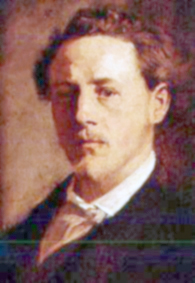
Selbstporträt ca. 1874

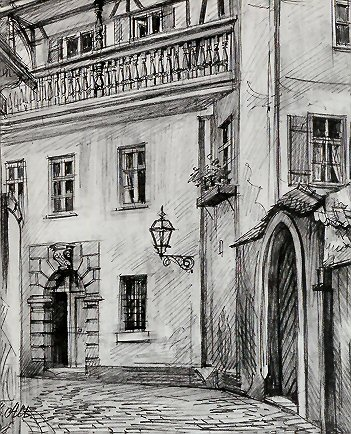
Zeichnung Herberge zur Heimat

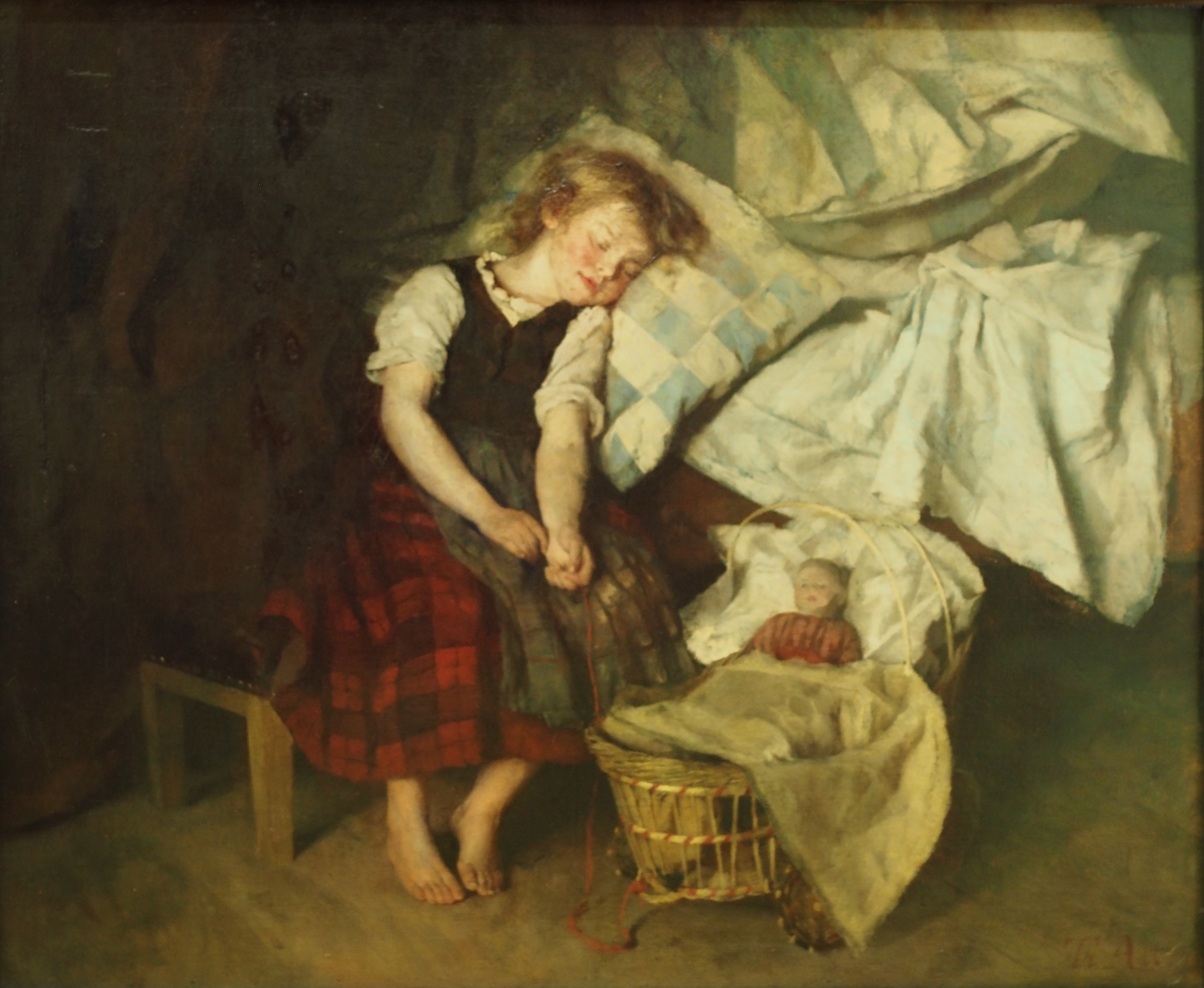
Siebenschläfer (1871)

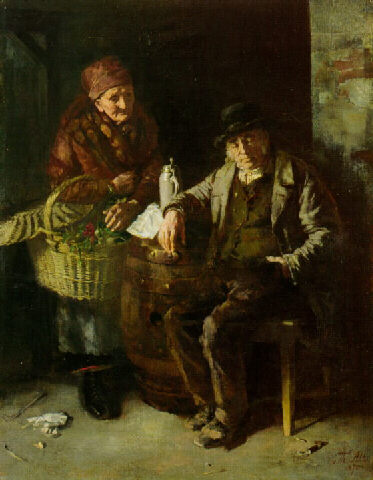
Gemälde Altes Bauernpaar bei der Brotzeit (1870)

Theodor Zacharias Friedrich Alt (* 23. Januar 1846 in Döhlau (Oberfranken); † 8. Oktober 1937 in Ansbach) war ein deutscher Maler.

## Leben
Alt war der Sohn des Döhlauer Pastors Heinrich Alt und dessen Ehefrau Justina Ziegler. Nach erstem Unterricht durch seinen Vater besuchte Alt die Lateinschule in Regensburg, wo sein Vater von 1856 bis 1870 der evangelischen Gemeinde vorstand. 
1861 wechselte er an die Kunstgewerbeschule Nürnberg, wo er als Schüler von Hans Ringlein bis 1863 blieb. Im Spätsommer desselben Jahres wechselte Alt mit Empfehlung seiner Lehrer an die Kunstakademie in München. Dort wurde er zuerst Schüler von Hermann Anschütz und in den Jahren 1866 bis 1873 bei Arthur von Ramberg. 
Während dieser Zeit war Alt der Mitschüler Wilhelm Leibls. Den beiden schloss sich bald schon Rudolf Hirth du Frênes an, den Alt aus Nürnberg von der Kunstgewerbeschule kannte. Zusammen mit Wilhelm Leibl, Johann Sperl und Rudolf Hirth du Frênes bezog Alt 1869 ein gemeinsames Atelier in München in der Arcisstraße. Hier wollte Leibl seine Idee verwirklichen, die deutsche Malerei im Sinne eines Malerischen Realismus zu erneuern. Aus dieser Ateliergemeinschaft entstand dann der später berühmt gewordene Leibl-Kreis, dem unter anderem Karl Haider, Fritz Schider und Wilhelm Trübner angehörten.
Alts Bilder aus dieser Zeit ähneln in Sujet und Ausführung sehr denen Leibls. Künstlerisch blieb ihm die Möglichkeit versagt, aus dem Schatten Leibls herauszutreten, da schon nach wenigen Jahren seine hoffnungsvolle Karriere endete. Ende 1873 ließ sich Alt als Maler in Petersaurach, Mittelfranken nieder, doch bereits ab 1876 zwang eine psychische Erkrankung ihn, immer wieder mit dem Malen zu pausieren.
In den Jahren 1878 bis 1884 lebte Alt mit seiner Mutter in Adelshofen bei Rothenburg ob der Tauber, wo er immer seltener malte. Hartnäckige Schlafstörungen, Halluzinationen und zuletzt auch Aggressionen gegen sich und die eigene Familie führten ihn ab 1880 immer öfters in die Kreis-Irrenanstalt Erlangen.
1884 ließ sich Alt, wieder mit seiner Mutter, in Rothenburg ob der Tauber nieder, da hier die medizinische Versorgung besser war. Als seine Mutter 1901 starb, zog Theodor Alt zu seiner in Ansbach als Pfarrerswitwe lebenden Schwester. Dort starb er dann im Alter von über 90 Jahren am 8. Oktober 1937.
Der größte Teil seines zeichnerischen Nachlasses wird im RothenburgMuseum Rothenburg ob der Tauber verwahrt.
Im Münchner Stadtbezirk Ramersdorf-Perlach wurde eine Straße nach ihm benannt.